# Dunajská Lužná
Dunajská Lužná és un poble i municipi d'Eslovàquia que es troba a la regió de Bratislava, a l'extrem occidental del país, prop de la frontera amb Àustria.

## Història
La primera menció escrita de la vila es remunta al 1230.

## Demografia
| Godina             | 1994 | 2004    | 2014    | 2024    |
| ------------------ | ---- | ------- | ------- | ------- |
| Nombre de persones | 2808 | 3136    | 5536    | 8096    |
| Diferència         |      | +11,68% | +76,53% | +46,24% |

| Godina             | 2023 | 2024   |
| ------------------ | ---- | ------ |
| Nombre de persones | 8014 | 8096   |
| Diferència         |      | +1,02% |